# Селфі

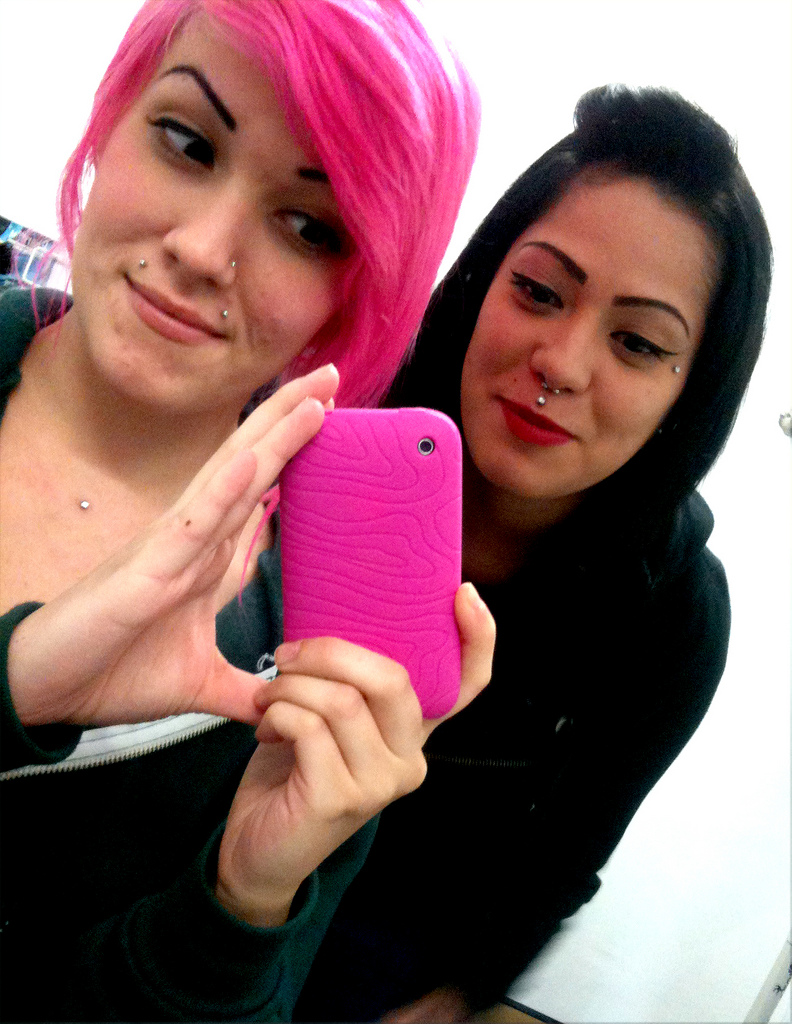
Селфі методом відображення у дзеркалі

Се́лфі (англ. selfie; від англ. self — сам, само) — вид фотографії, автопортрет, зроблений за допомогою камери смартфона, фотоапарата чи вебкамери. Може бути зроблений фотографуванням як власного вигляду, так і його відображення у дзеркалі. Часто користувачі одразу завантажують селфі на власні сторінки у соціальних мережах.
Цей вид фотографії медіадослідники із Graduate Center у Нью-Йорку називають одним із феноменів електронної сучасності. Вперше поняття «селфі» з'явилося на австралійських інтернет-форумах у 2002 році і отримало широку популярність на початку 2010-х років через поширення мобільних пристроїв із фотокамерами та розвитком мобільних додатків, як-от Instagram.

## Історія
Фотоавтопортрети існували в менш поширеній формі приблизно з моменту появи портативної фотокамери Brownie фірми Kodak (1900 рік). Метод, як правило, був заснований на фотографуванні власного відображення в дзеркалі, нерухомість камери забезпечувалася штативом, дивлячись у видошукач фотограф кадрував майбутній знімок. Велика княжна Анастасія Миколаївна у віці 13 років була одним із перших підлітків, яка могла зробити свою власну фотографію за допомогою дзеркала, щоб надіслати другу в 1914 році. У листі, яке супроводжувало фотографію, вона писала: «Я зробила цю картину дивлячись у дзеркало. Це було дуже складно, бо мої руки тремтіли».
Найперше використання слова selfie можна відзначити ще у 2002 році. Вперше воно з'явилося в Австралії, на інтернет-форумі ABC Online 13 вересня 2002 року. Пізніше, у 2005 році, термін обговорювався фотографом Джимом Краузе, хоча фотографії в жанрі «Селфі» знімалися набагато раніше. На початку 2000-х, до того як Facebook стала домінуючою соціальною мережею, «самознімки» були широко поширені на MySpace. Проте, як розповідає письменник Кейт Лосс, між 2006 і 2009 рр. (коли Facebook стала більш популярною, ніж MySpace) селфі стали носити репутацію поганого смаку для користувачів нової соціальної мережі Facebook, оскільки це вважалося пережитком менш популярної соціальної мережі MySpace (тоді Селфі також називалися «MySpace pic»). Ранні аватари Facebook, на відмінно від MySpace, навпаки, як правило, були добре сфокусованими і більш формальними, і знімки вироблялися на відстані. Розвиток мобільних телефонів і поява у них фотокамер та, особливо, фронтальних камер і поширення додатків, як-от Instagram, призвело до відродження селфі на початку 2010-х років.

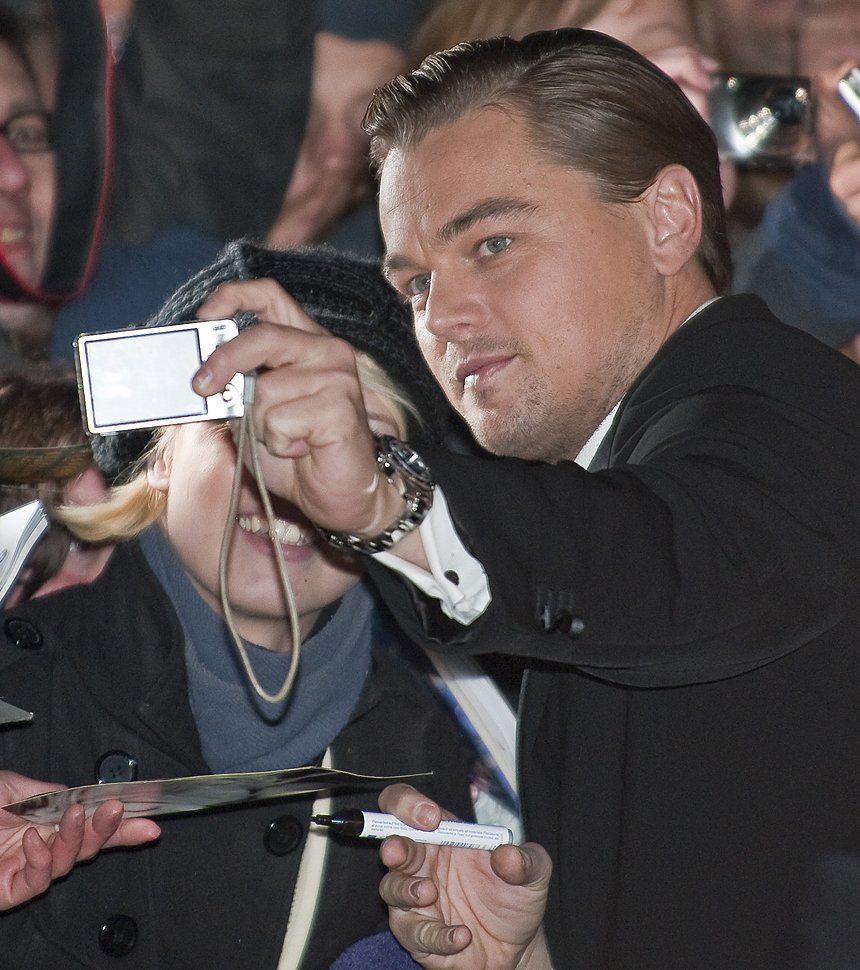
Леонардо ДіКапріо робить селфі з фанаткою на Берлінале 2010

Будучи спочатку популярним серед молоді, селфі стало популярним і серед дорослих, зокрема папа римський Франциск викладає для своєї 60-мільйонної інтернет-аудиторії селфі фото, на яких він зображений із відвідувачами Ватикану. У грудні 2012 року журнал Time відзначив, що слово «Selfie» увійшло в «Топ-10 модних слів» 2012 року. Хоча селфі існувало протягом багатьох років, однак саме у 2012 році цей термін дійсно став хітом нового часу. За даними опитування 2013 року, дві третини австралійських жінок у віці 18—35 років використовували метод селфі для розміщення фотографій у соціальній мережі Facebook. Дослідження, проведене серед власників смартфонів і фотокамер виявило, що близько 30 % селфі-фотографій зроблено людьми у віці 18—24 років. У соцмережі Instagram за хэштегом #selfie [Архівовано 22 квітня 2014 у Wayback Machine.] можна знайти понад 70 мільйонів фотографій.
До 2013 року слово «selfie» стало поширеним настільки, що було включеним до Оксфордського словника англійської мови, а в листопаді 2013 слово «selfie» було обране «словом року». Офіційно поняття стало вважатися австралійським за походженням.

## У сучасному мистецтві
У 2013 художник Патрік Спекчіо і Музей сучасного мистецтва представили виставку під назвою «Мистецтво перекладу: Selfie, 20/20 Досвід», у якому глядачам пропонувалося використати цифровий фотоапарат, щоб зробити фотографії себе у великому дзеркалі.

## Музейне селфі
Музейне селфі — один із різновидів автопортрету, створеного за допомогою цифрового пристрою (камера телефона, фотоапарат) у музеї.

### Історія
Членами європейського проекту Culture Themes 21 січня 2014 року було ініційовано флешмоб музейного селфі. Головним завданням флешмобу було відвідування будь-якого музею, зробити «селфі» на фоні поруч з експонатом, який сподобався, опублікувати фото у Facebook, додавши хештег #MuseumSelfie, а також хештег того музею, де було зроблено селфі.

### Мистецькі проекти
21 січня День музейного селфі  провели в Києві в Музеї Богдана та Варвари Ханенків. Відвідувачі мали змогу вільно створювати «самопортрети» в залах одного з найкращих мистецьких просторів України і викладати їх у мережу Facebook.
Дніпропетровський національний історичний музей ім. Д. І. Яворницького 21 січня 2015 року одним із перших приєднався до цікавого флешмобу. На той час учасниками акції були виключно співробітнику самого музею.
Артдиректор одного з данських рекламних агентств Олівіа Муус змусила «зробити» селфі музейних персонажів, після чого ці фото були викладені в мережу Instagram.

## Цікавинки

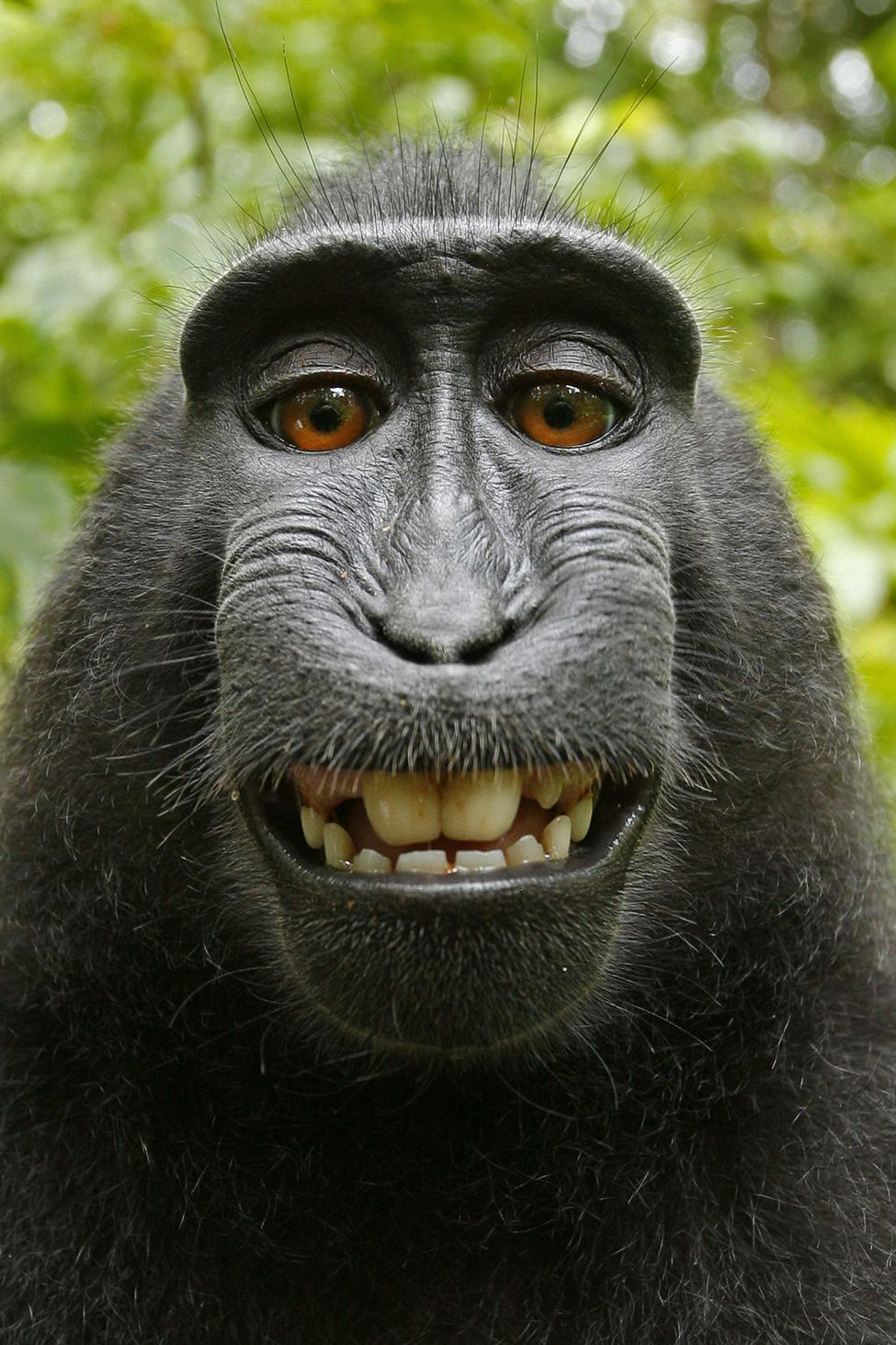
Знамените селфі індонезійської чорної макаки, зроблене камерою Девіда Слейтера

- У 2011 році британський фотограф Девід Слейтер під час своєї подорожі по Індонезії, намагаючись зробити фото чорних макак, встановив на штативі камеру, але одна з мавп її викрала і зробила кількасот знімків, у тому числі й автопортрети. Пізніше ці фотографії викликали суперечку щодо авторських прав між фотографом та Фондом Вікімедіа, куди вони були завантаженні як фотографії з вільною ліцензією. Девід Слейтер вимагав виплатити йому гонорар за використання цих фотографій або ж видалити їх, адже вважав що авторські права належать йому. Зі свого боку представники Вікімедії заявляли, що пан Слейтер не володіє правом на ці зображення, оскільки знімки робив не він, а мавпа, якій він залишив увімкнену камеру[8][9]. Після 2 років судової тяганини суд визнав право власності за фотографом[10].

- У 2014 році британські молодята Ендрю і Саллі Роуз Робінсон отримали премію «Найкраще селфі у світі». Пара зробила автопортрет через кілька секунд після вінчання в церкві в Ланкаширі. На знімку новоспечене подружжя позує з обручками на тлі гостей. Зазначається, що селфі зроблено з дозволу місцевого вікарія[11].

- У 2017 році відвідувачка виставки скульптур у вигляді корон різних кольорів та форм у Лос-Анджелесі при спробі зробити селфі[12] зачепила постамент, який за принципом доміно повалив увесь ряд. Пошкодженими були три фігури вартістю 200 000 доларів[13].